# Tória (gens)
Tória (Thoria) foi uma família plebeia menor em Roma Antiga. Apenas alguns membros desta gens são mencionados na história, mas vários são conhecidos por inscrições.

## Origem
O nomen Tório pode derivar do latim torus, referindo-se a um músculo, e indicando alguém musculoso. Chase lista o nomen entre aqueles que se originaram em Roma, ou que não podem ser mostrados como tendo vindo de outro lugar. O nome às vezes é confundido com o de Torânio.

## Prenomes
Os principais prenomes dos Tórios eram Lúcio e Márcio, que eles complementavam conforme necessário com outros nomes comuns, incluindo Áulo, Gaio, Públio, Sexto e Tito. Espúrio, usado pelo mais antigo dos Tórios mencionados na história, pode ter sido uma prenome regular desta gens, mas estava caindo em desuso por este período, e não aparece entre os Tórios posteriores.

## Ramos e cognomina
A única família distinta dos Tórios sob a República usava o cognome Balbo. Este sobrenome pertence a uma grande classe de cognomina originalmente derivada das características do portador, e indicava uma pessoa dada a gaguejar.

## Membros
Predefinição:Filiation
- Espúrio Tório Balbo, tribuno da plebe, cerca de 111 a.C., foi um orador de certa habilidade, e foi o autor da lex Tória, uma lei agrária sobre terras públicas na Itália.[4][5][6][7]
- Lúcio Tório Balbo, legado de Quinto Cecílio Metelo Pio na Espanha em 79 a.C., foi derrotado e morto por Sertório. Plutarco o chama de "Torânio".[8][9][10]
- Caio Tório Balbo, um residente de Lanuvium em Lácio, foi dito por Cícero que desfrutava de todo tipo de prazer.[11]
- Marco Tório M. l. Nestor, um liberto nomeado em uma inscrição de Caere em Etrúria, datada de 39 a.C.[12]
- Públio Tório Ɔ. l. Filota, dedicou um túmulo em Roma, datado do terceiro quarto do primeiro século a.C., para seu liberto, Sertomaro, com a herança deixada para ele.[13]
- Lúcio Tório Sex. f. Tapão, enterrado em Populônia em Etrúria, em um túmulo datado do terceiro quarto do primeiro século a.C.[14]
- Tito Tório Félix, fez uma oferta a Beleno em Aquileia em Vêneto e Hístria, datada do primeiro quarto do primeiro século.[15]
- Tória A. f., a avó de Lúcio Álbio Rufo, enterrada em um sepulcro familiar construído por seu neto em Lanúvio, datado da primeira metade do primeiro século.[16]
- Marco Tório M. l. Aucto, um liberto mencionado em uma inscrição de Ulubras em Lácio, datada da primeira metade do primeiro século, era um lanius, ou açougueiro.[17]
- Tória Gemela, construiu um túmulo em Roma, datado da primeira metade do primeiro século, para Públio Alfeno Hipano.[18]
- Tória Auge, construiu um túmulo em Putéolos em Campânia, datado do início ou meio do primeiro século, para Peduceia Hediste, com trinta e cinco anos.[19]
- Aulo Tório, dedicou um túmulo do primeiro século em Roma para Faiânia Bassa, com vinte e um anos, talvez sua esposa.[20]
- Lúcio Tório, enterrado em um túmulo do primeiro século em Patávio em Vêneto e Hístria, junto com Tito Semprônio Aucto e Tito Semprônio Hermes.[21]
- Tória L. f. Severa, dedicou um sepulcro em Verona em Vêneto e Hístria, datado da segunda metade do primeiro século, para seu marido, Marco Ênio Primo, e filha, Bébia Colina.[22]
- Lúcio Tório, enterrado em Flanona em Dalmácia, em um túmulo datado do primeiro século, ou da primeira metade do segundo.[23]
- Sexto Tório Capilo, dedicou um monumento em Sidrona na Dalmácia, datado do primeiro século, ou da primeira metade do segundo, para seu pai, Dento.[24]
- Marco Tório Valente, fez uma oferta aos deuses locais em Salona na Dalmácia durante o primeiro século, ou a primeira metade do segundo.[25]
- Sexto Tório Secundo, construiu um túmulo do segundo século em Roma para Célia Eutíquia, provavelmente sua esposa, e sua família.[26]

### Tórios não datados
- Tória, enterrada em Roma.[27]
- Tório, nomeado em uma inscrição sepulcral de Roma.[28]
- Públio Tório P. l. Anteros, um liberto nomeado em uma inscrição dedicatória de Roma, junto com vários outros libertos da gens Tória. A inscrição pode ser uma falsificação.[29]
- Públio Tório P. Ɔ. l. Antíoco, um liberto nomeado em uma inscrição dedicatória de Roma, junto com vários outros libertos da gens Tória. A inscrição pode ser uma falsificação.[29]
- Públio Tório P. P. l. Eros, um liberto nomeado em uma inscrição dedicatória de Roma, junto com vários outros libertos da gens Tória. A inscrição pode ser uma falsificação.[29]
- Lúcio Tório Eutiques, um infante enterrado em Roma, com um ano, seis meses e treze dias, em um túmulo construído por sua mãe, Tória Prímila.[30]
- Lúcio Tório Êutico, enterrado em Carpentoracte em Gália Narbonense.[31]
- Marco Tório M. l. Fausto, um liberto nomeado em uma inscrição sepulcral de Roma, junto com a liberta Fúria Taís, talvez sua esposa.[32]
- Tória Ingênua, nomeada em uma inscrição de Carsioli em Sabino, homenageando Caio Petídio Prímio.[33]
- Tória P. Ɔ. l. Filúmina, uma liberta nomeada em uma inscrição dedicatória de Roma, junto com vários libertos da gens Tória. A inscrição pode ser uma falsificação.[29]
- Tória Primila, construiu um túmulo em Roma para seu filho infante, Lúcio Tório Eutyches.[30]
- Públio Tório P. Ɔ. l. Primo, um liberto nomeado em uma inscrição dedicatória de Roma, junto com vários outros libertos da gens Tória. A inscrição pode ser uma falsificação.[29]
- Tória Rodolpe, dedicou um túmulo em Tricastinos na Gália Narbonense para seu irmão, Cato Tertulino.[34]
- Tito Tório L. f. Rufo, dedicou um túmulo em Verona para sua esposa, a liberta Gavia Prima.[35]
- Marco Tório Sínforo, enterrado em Roma, no sepulcro familiar de Caio Júlio Lemno e sua esposa, Estatória Musárina.[36]
- Marco Tório M. l. Sínforo, um liberto nomeado em uma inscrição sepulcral de Roma.[37]